# Yellel (distrito)
Yellel é um distrito localizado na província de Relizane, Argélia. Sua capital é a cidade de mesmo nome. A população total do distrito era de 89 677 habitantes, em 2008.[carece de fontes?]

## Comunas
O distrito está dividido em quatro comunas:
- Yellel
- Aïn Rahma
- Kalaa
- Sidi Saada